# Cunimund
Cunimund (gestorven in 567) was koning der Gepiden in de 6e eeuw. Cunimund was de laatste Gepidische koning en leidde hen in hun nederlaag tegen de Longobarden in 567.

## Oorlog met de Longobarden

### Achtergrond
De Gepiden hadden de belangrijke stad Sirmium (nu Sremska Mitrovica, Servië) veroverd in 536, na een gevecht tegen de Byzantijnse keizer Justinianus I. Vanaf 549 waren de Gepiden in oorlog met de Longobarden. De Longobarden vroegen en kregen hulp van Justinianus I in de vorm van 15.000 troepen. Dit was een relatief groot leger, en de Gepiden moesten al gauw een wapenstilstand afsluiten met de Longobarden, maar alleen toen de Byzantijnse soldaten in het gebied waren. Er was, min of meer, een lange vete tussen de volkeren van Turisind en Audoin, toen koning der Longobarden.

### Heerschappij
De oorlog tegen de Longobarden, nu geleid door Alboin, begon opnieuw in 565. Cunimund deed beroep op de nieuwe Byzantijnse keizer, Justinus II, voor hulp en beloofde hem in ruil daarvoor Sirmium. Justinus II aanvaardde dit, en de Gepiden hadden een tijdelijk voordeel, alhoewel Cunimund per slot Sirmium niet overdroeg aan de Byzantijnen.
De Longobarden vormden later een alliantie met de Avaren. Cunimund maakte hetzelfde aanbod aan Justinus II als ervoor, en deze keer droeg de Gepidische koning wel Sirmium over aan de Byzantijnen toen Justinus accepteerde. Maar later bleek echter dat de Byzantijnse troepen niet meevochten met de Gepiden maar enkel Sirmium bezetten, en hoewel de Avaren ook niet op kwamen dagen, versloegen de Longobarden de troepen van Cunimund in 567. Volgens de geschriften van Paulus Diaconus, doodde Alboin de verslagen koning en liet zijn schedel ombouwen tot een drinkbeker die bekendstaat als een scala of een patera.

## Familie

### Turisind en Turismod
Cunimund volgde Turisind op als koning. Volgens meerdere bronnen, was de vorige koning de vader van Cunimund, en de vijandigheid die beiden voelden tegenover de Longobarden zou deels een resultaat zijn van het feit dat Alboin de broer van Cunimund, Turismod, had vermoord.

### Rosamunde
Cunimund had een dochter genaamd Rosamunde. Zij moest trouwen met Alboin na de nederlaag van de Gepiden, maar zij regelde een moordaanslag op hem in 572 of 573.